# Rickroll

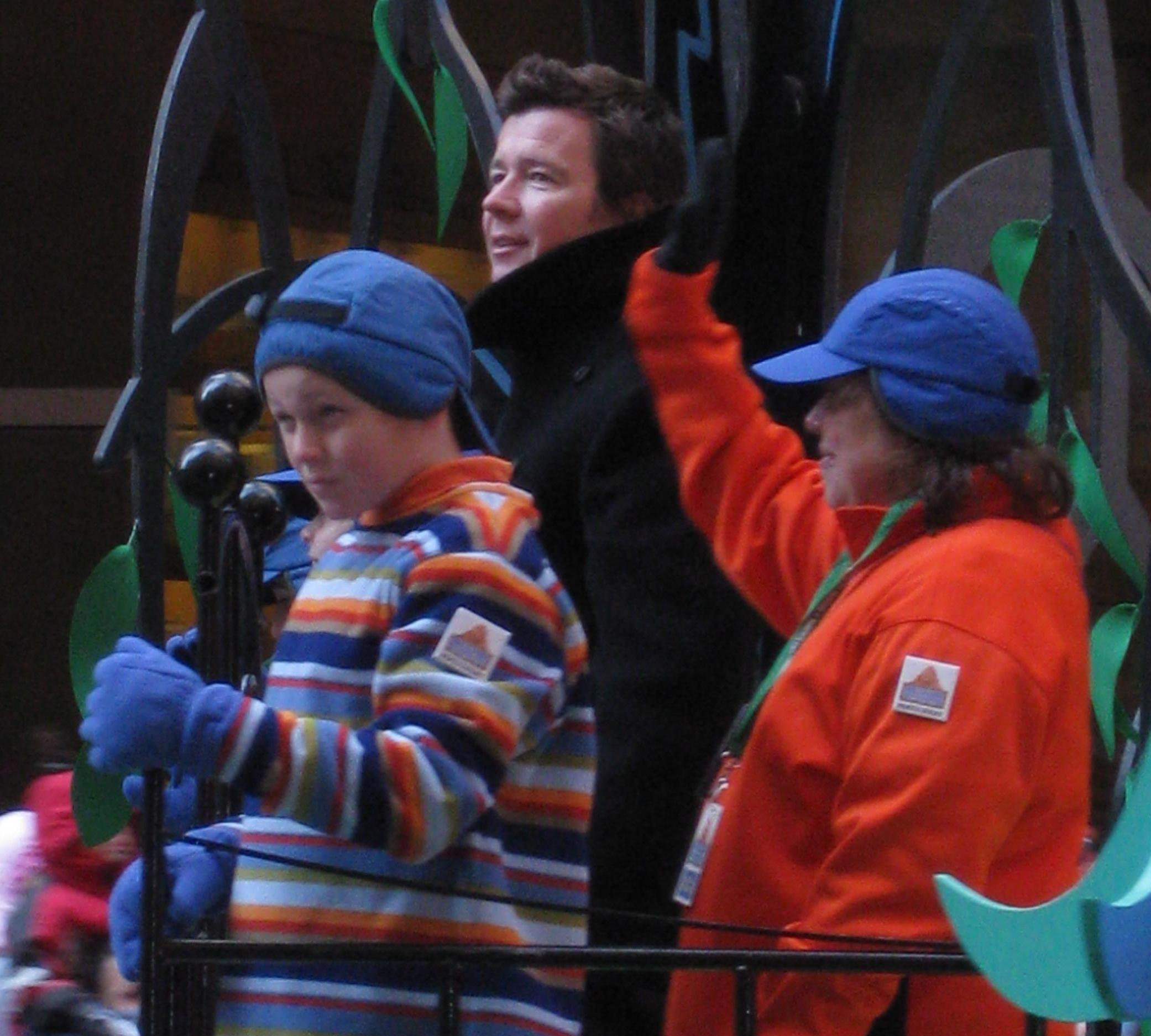
Rick Astley (in het midden) aan het rickrollen op de Macy's Thanksgiving Day Parade van 2008

Rickroll is een internetmeme, die ontstaan is in 2007.
Rickrollen gebeurt door een ander een link te geven en de indruk te wekken dat daar iets interessants te vinden is. Maar in werkelijkheid leidt de link naar de muziekvideo Never Gonna Give You Up van Rick Astley. De grap begon in 2007, toen mensen die op het internetforum 4chan op een link naar een trailer van Grand Theft Auto IV klikten doorgelinkt werden naar de video van Rick Astley op YouTube.
Rickrollen werd via internet snel internationaal bekend. Zo werd Never Gonna Give You Up afgespeeld tijdens grote protesten tegen Scientology en stuurde YouTube op 1 april 2008 alle aanbevolen links op de voorpagina naar deze videoclip.
In 2008 werd door Hugh Atkin een speciale rickroll gemaakt, de zogenaamde "Barack Roll". In dit filmpje spreekt president Barack Obama de woorden van het liedje Never Gonna Give You Up uit.
Gedurende de Macy's Thanksgiving Day Parade van 2008 kwam Rick Astley tevoorschijn op een wagen en rickrolde hij het publiek.
Op 21 augustus 2015 rickrolden de Foo Fighters de Westboro Baptist Church door achter in een pick-uptruck te staan en het nummer Never Gonna Give You Up te draaien. Dit deden ze omdat de Westboro Baptist Church voor de tweede keer protesteerde tegen hun optreden.
Op 17 juni 2020 is Astley zelf erin getrapt: op Reddit werd hij in de subreddit r/pics zelf gerickrold door een gebruiker genaamd theMalleableduck.
In het Sinterklaasjournaal van 2022 werden de Pieten gerickrold door Piet de Smeerpoets toen ze naar Spanje wilden vliegen om de cadeautjes op te halen die over de wereld verspreid lagen nadat de Pakjesboot 12 was gezonken. Ze kregen het nummer Never Gonna Give You Up te horen toen ze wanhopig allerlei knopjes indrukten om het vliegtuig te laten opstijgen.
AYBABTU · Bed Intruder Song · Bert is Evil · Bielefeldcomplot · Dat Boi · facepalm · Gangnam Style · Grumpy Cat · Happy Merchant · Harlem Shake · Ice Bucket Challenge · intelligent falling · Invisible Pink Unicorn · lolcat · leisure diving · Loitumameisje · Numa Numa · Nyan Cat · Oof · Pedobear · Pepe the Frog · Planking · Rage Comics · rickroll · ROFLcopter · Serge de lama · Vliegend Spaghettimonster